# Piano électrique
Pour un article plus général, voir Piano.
Ne doit pas être confondu avec Piano électronique ou Piano numérique.
Le piano électrique est un instrument à clavier amplifié électriquement par micros électromagnétiques, très populaire dans les années 1960 et 1970.

## Histoire
Le premier piano électrique a été construit par C. Bechstein Pianofortefabrik AG Berlin en 1931, c'était un piano à queue équipé de micros électromagnétiques du nom de Neo-Bechstein (en). Cependant, c'est Harold Burroughs Rhodes, pendant la Seconde Guerre mondiale, qui a créé l'instrument qui a révolutionné le genre. Construit avec des pièces issues d'un bombardier américain, il couvre deux octaves et demi et se compose d'une série de barres d’aluminium mises en vibration en les frappant avec des marteaux similaires à ceux du piano acoustique, par le biais d'un clavier en bois. Le prototype, achevé en 1942, prit le nom de Army Air Corps Piano, car il était né du besoin d'animer l'Air Force (Army Air Corps). Rhodes fonde alors la Rhodes Piano Corporation, qui est ensuite rachetée par Leo Fender. L'historique Fender Rhodes provient de cette union en 1969.

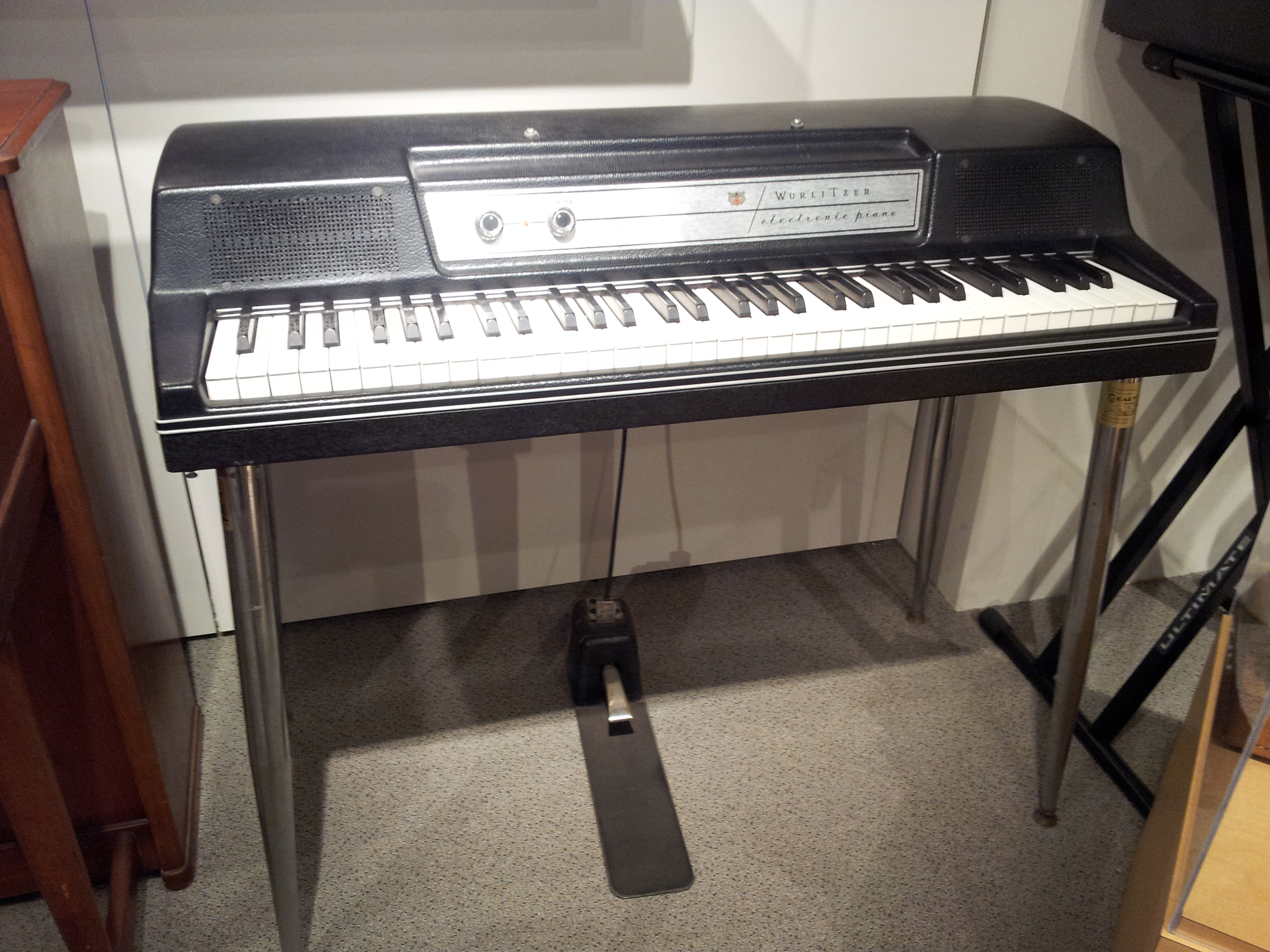
Wurlitzer 200A

Contemporains et fonctionnant comme le Rhodes, deux autres modèles existent : le Wurlitzer Electric Piano et le modèle de la série CP de Yamaha.
Dans les années 1960, Hohner propose ses modèles de Clavinet, Pianet et Cembalet (en).
Avec les progrès de l'électronique dans les années 1980, l'industrie musicale a largement abandonné les modèles électromécaniques au profit de claviers plus modernes et stables en matière d'accordage, à base de synthétiseurs. Néanmoins, encore aujourd'hui de nombreux artistes utilisent des pianos électriques, préférant la difficulté de l'accordage et de la maintenance à la perfection du son électronique.

## Mécanique
Contrairement à un piano numérique ou à un synthétiseur, le piano électrique n'est pas électronique mais électromécanique. Les sons ne sont donc pas produits électroniquement par un synthétiseur, mais analogiquement transformés en impulsions électriques par des micros électromagnétiques près de la source naturelle du son, comme cela se produit dans la guitare électrique et la basse.

### Neo-Bechstein et similaires
Le Neo-Bechstein (en) et ses successeurs sont des pianos à queue de petite taille avec la particularité d'avoir, cependant, des micros électromagnétiques sous les cordes pour amplifier le son.

### Rhodes et similaires
Chaque touche déplace un marteau qui fait vibrer une barre d'aluminium sur le prototype, ou d'acier sur les modèles de série (comme dans le célesta, dont dérive le Fender Rhodes), disposée en ligne avec un micro électromagnétique dont le réglage est possible grâce à un support placé au-dessus de la barre. Le son est alors capté et transformé en signal électrique.